# Ion Marin (publicist)
Ion Marin (n. 12 martie 1955, comuna Bucu, județul Ialomița – d. 19 octombrie 2016, București) a fost un publicist, scriitor și profesor universitar român.

## Biografie
S-a născut în comuna Bucu, județul Ialomița. Părinții săi, Ștefan, de profesie contabil și Victoria, s-au născut în aceeași localitate. Străbunicul din partea mamei, pe nume Munteanu, s-a stabilit în Lunca Ialomiței, unde venea în transhumanță, fiind oier din zona Făgărașului.

### Studii
A absolvit Facultatea de Drept din cadrul Universității de Drept și Facultatea de Ziaristică; a avut o bursă la Fundația cotidianului „The Guardian” din Londra; este absolvent al cursului postuniversitar de științe juridice și al Colegiului Național de Apărare.  Doctor în ordine publică și siguranță națională cu teza “Ordinea constituțională și siguranța națională în contextul integrării României în Uniunea Europeană”, susținută la Academia de Poliție “Alexandru Ioan Cuza”.

## Activitatea publicistică
A lucrat ca redactor la „Scînteia” (1985-1989)), la departamentul „Probleme cetățenești”, făcându-se remarcat prin investigații și anchete sociale, dintre care unele au fost citate și la  “Europa Liberă”. În ziua de 22 decembrie 1989 a redactat textul prezentat la televiziune prin care “scînteiștii se deziceau de minciună”  și a fost singurul care și-a semnat articolul apărut în “Scînteia Poporului”. În aceeași zi a propus numele de  „Adevărul” , fiind ales președinte al consiliului FSN din ziar , iar trei zile mai târziu a fost ales președinte al adunării generale care a transformat ziarul „Scînteia” în ziarul „Adevărul”.  Ulterior  a propus și adoptarea articolului 16, alin. 2 din Constituția României „Nimeni nu este mai presus de lege” ca slogan, ce a figurat pe frontispiciul ziarului până la cumpărarea acestuia de către Dinu Patriciu.
A fost acționar, membru al Consiliului Director și al Consiliului de Administrație al S.C. „Adevărul” S.A. În 1992, a devenit redactor șef adjunct deținând această funcție până în ianuarie 1996, când a demisionat din toate funcțiile deținute în semn de protest față de intențiile de vânzare a ziarului către un om de afaceri controversat. Timp de mai mulți ani (1991-1995) a publicat sub titlul „Corupția în serial” numeroase anchete ce s-au soldat cu demiterea unor miniștri și sancționarea altor demnitari. De asemenea, a publicat în acest ziar, pe lângă alte sute de articole, zeci de editoriale de pagina întâi.
În 1996, a preluat de la S.C. „Adevărul” săptămânalul „Exclusiv” și a înființat ziarul independent „Ultima Oră” (serie nouă, ziarul fiind fondat în anul 1914), pe care îl conduce și în prezent. În 2007, pentru o scurtă perioadă a fost și director al cotidianului „Atac”. Ion Marin a publicat în cotidianele la care a lucrat, precum și în alte publicații, peste 4.000 de articole, editoriale, anchete.
Ion Marin este cunoscut și ca jurnalist de televiziune. În anul 1996, a fost angajat ca realizator la Televiziunea Română, iar între anii 1998-2002 a fost membru al Consiliului de Administrație a SRTV, perioadă în care a realizat numeroase anchete și talk-show-uri. Ca realizator de televiziune, a mai colaborat la Antena 1, Prima TV, TVRM, Nova TV și OTV.
Ca scriitor a debutat în anul 1977 în revista „Luceafărul”.
A publicat proză în reviste literare, precum „SLAST”, „Luceafărul”, „Adevărul literar și artistic”, fiind inclus și în antologia „Călători în Arcadia” (2000). A publicat romanul „Vremea șacalilor”, precum și volumele de proză scurtă „Noaptea dintre milenii” (2011) și „Semințele ca niște schije” (2014). Colaborează la revista „Punctul critic” (2010) condusă de scriitorul Eugen Uricaru, la alte publicații literare.

## Activitatea didactică
Din 2003, Ion Marin predă la Universitatea Hyperion din București la Facultatea de Jurnalism, mai întâi ca profesor asociat, lector universitar, conferențiar și apoi profesor universitar doctor, titular la disciplinele „Drept constituțional”, ”Dreptul comunicării”, „Geopolitică și securitate globală” și “Jurnalism și terorism”. A mai predat cursuri de jurnalism, între care „Conceperea și elaborarea ziarului” și „Mass-media și politica”. În anul 2011 a devenit decanul Facultății de Jurnalism, din cadrul Universității Hyperion.
Este autorul a numeroase comunicări științifice publicate în țară și străinătate. Ca membru al colegiului de redacție  al revistei „Geopolitics, History and International Relations”, Addleton Academic Publishers din New York a publicat numeroase studii de specialitate, între care „The geopolitics of religion and ethnicity”, „The role of the news media in connection with global terorism”. Este participant la importante proiecte internaționale de grant.

## Opera

### Cărți de specialitate
1. Geopolitica și securitatea globală – o abordare interdisciplinară, Editura Semne-Artemis, București, 2013
2. Ordinea constituțională și securitatea națională în contextul integrării și globalizării, Editura Sitech, Craiova, 2009
3. Violența politică globală în era informațională, Editura Semne-Artemis, București, 2010
4. Dreptul comunicării, Editura Semne, București, 2012
5. Geopolitica și terorismul, Editura Sitech, Craiova, 2009 (coautor)
6. Geopolitica și securitatea globală, Editura Semne, București, 2010,
7. Jurnalism și terorism. Protecția jurnalistului în situații periculoase și de conflict armat, Editura Semne-Artemis,  București, 2011
8. Ordinea constituțională în contextul integrării euroatlantice. Elemente de drept constituțional român și european, Editura Semne,  București, 2012
9. Violența politică – între armă și cuvânt, Editura Fundația România 2000, București, 2008
10. Ordinea constituțională în contextul integrării României în Uniunea Europeană, Editura Fundația România 2000, București, 2008

### Beletristică și publicistică
1. Vremea șacalilor Editura Elit, 1996
2. Vremea șacalilor (ediția a doua), Editura Semne,București,2007
3. Moartea unui biet corector, Editura Semne, București, 2011
4. Noaptea dintre milenii, Editura Semne, București, 2013
5. Adevărul și corupția, Editura Semne, București, 2014
6. Semințele, ca niște schije, Editura Semne, București, 2014

## Activități culturale și sociale
Este director-fondator, împreună cu acad.N.N.Constantinescu și dr.ec. Florea Dumitrescu (1998) al Fundației “România 2000”, care s-a făcut cunoscută prin Gala anuală (ajunsă la ediția a XV-a) a Trofeelor Fundației și premiilor cotidianului “Ultima oră” acordate unor mari personalități ale vieții noastre publice – politice, economice, culturale, artistice și sportive.
Membru al Colegiului Uniunii Ziariștilor Profesioniști din România. Membru (cenzor) al Clubului Român de Presă (până în anul 2005).
Este membru OADO și membru al Federalei Naționale a Revoluționarilor din România.